# 辻由美
辻 由美（つじ ゆみ）は、日本の翻訳家、作家。

## 略歴
東京教育大学理学部、同大学院修士課程修了。専攻は生物物理学。
20代後半に渡仏し、約8年間滞在。パリのフランス語学校アリアンス・フランセーズ（fr:Alliance française）にてフランス語を一から学び、フランス語免状、現代フランス語上級資格、フランス語教員資格を取得。帰国後、1970年代末から翻訳を始めた。

## 受賞歴
- 1993年 『翻訳史のプロムナード』で第15回日本出版学会賞佳作。
- 1996年 『世界の翻訳家たち』で第44回日本エッセイスト・クラブ賞、第32回日本翻訳出版文化賞特別賞。

## 作品リスト

### 著書
- 『翻訳史のプロムナード』みすず書房 1993
- 『世界の翻訳家たち 異文化接触の最前線を語る』新評論 1995
- 『カルト教団太陽寺院事件』みすず書房 1998、のち新潮社［新潮OH!文庫］ 2000
- 『図書館であそぼう 知的発見のすすめ』講談社現代新書 1999
- 『若き祖父と老いた孫の物語 東京・ストラスブール・マルセイユ』新評論 2002
- 『火の女シャトレ侯爵夫人 18世紀フランス、希代の科学者の生涯』新評論 2004
- 『街のサンドイッチマン 作詞家宮川哲夫の夢』筑摩書房 2005
- 『 読書教育 フランスの活気ある現場から』みすず書房 2008

### 翻訳
- P.サミュエル（Pierre Samuel『エコロジー 生き残るための生態学』東京図書 1974
- ドミニック・シモネ（Dominique Simonnet『エコロジー 人間の回復をめざして』白水社［文庫クセジュ］ 1980
- ジャン・ポール・リブ（Jean Paul Ribes）『エコロジストの実験と夢』みすず書房 1982
- ミッシェル・サロモン（Michel Salomon）『フューチャー・ライフ』みすず書房 1985
- アンドレ・ゴルツ（André Gorz）『エコロジー共働体への道 労働と失業の社会を超えて』技術と人間 1985
- <ショワジール>会編『妊娠中絶裁判 マリ=クレール事件の記録』みすず書房 1987
- ウイリー・ローゼンボウム（Willy Rozenbaum『エイズを生きる』技術と人間 1987
- ミシェル・エレル（Michel Heller『ホモ・ソビエティクス 機械と歯車』白水社 1988
- フランソワ・ジャコブ『内なる肖像 一生物学者のオデュッセイア』みすず書房 1989
- ピエール・ダルモン（Pierre Darmon）『性的不能者裁判 男の性の知られざる歴史ドラマ』新評論 1990
- モネット・ヴァカン（Monette Vacquin）『メアリ・シェリーとフランケンシュタイン』パピルス 1991
- シャルル・メイエール（Charles Meyer）『中国女性の歴史』白水社 1995
- シルヴィー・ジェルマン『マグヌス』みすず書房 2006
- J.-B.ポンタリス（Jean-Bertrand Pontalis）『彼女たち 性愛の歓びと苦しみ』みすず書房 2008
- ドミニク・アラミシェル『フランスの公共図書館60のアニマシオン 子どもたちと拓く読書の世界！』教育史料出版会 2010
- フランソワ・チェン（François Cheng）『ティエンイの物語』みすず書房 2011
- フランソワ・チェン『さまよう魂がめぐりあうとき』みすず書房、2013
- パトリック・ドゥヴィル（Patrick Deville）『ペスト＆コレラ』みすず書房、2014
- ジャン＝マルク・ドルーアン（Jean-Marc Drouin）『昆虫の哲学』みすず書房、2016
- ジェローム・フェラーリ『原理 ハイゼンベルクの軌跡』みすず書房 2017